# Rue Mallet-Stevens
La rue Mallet-Stevens est une voie publique de Paris inaugurée en juillet 1927 et située dans le 16e arrondissement de Paris.

## Situation et accès

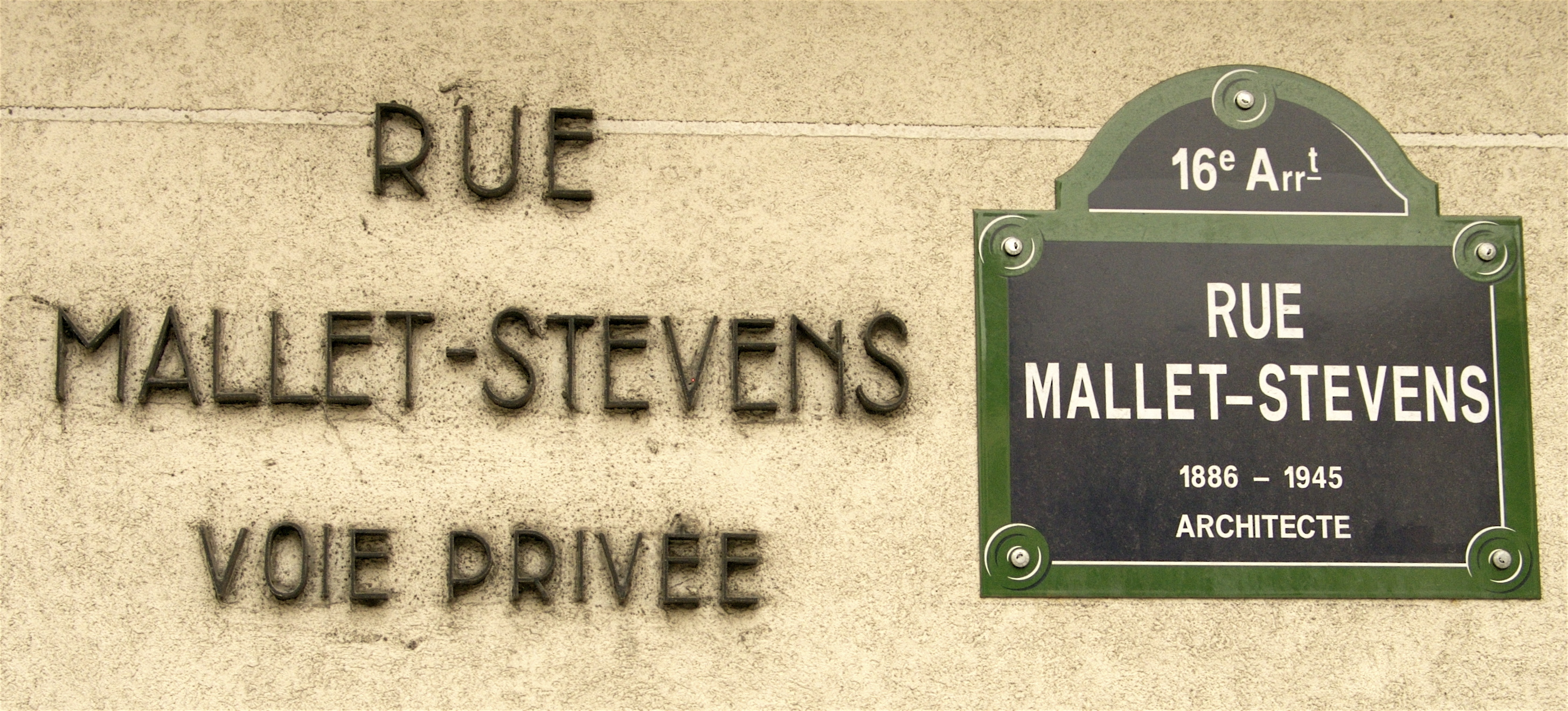
Plaque de rue de la rue Mallet-Stevens.

Cette rue, large de 7 mètres et longue de 77, donne uniquement sur la rue du Docteur-Blanche (au no 9) à son début et se termine en impasse. C'est une rue essentiellement résidentielle qui ne comporte aucun commerce.
La rue est desservie au plus proche, dans l'avenue Mozart, par la ligne 9 à la station Ranelagh.

## Origine du nom

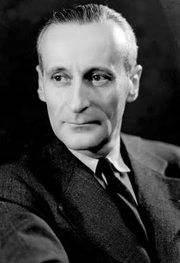
Robert Mallet-Stevens.

Cette rue porte le nom de l'architecte Robert Mallet-Stevens (1886-1945).
Un timbre d'avril 1987 la représente partiellement.

## Historique
Le terrain loti est à l'origine propriété du banquier Daniel Dreyfus,.
La rue est ouverte et inaugurée le mercredi 20 juillet 1927 par le ministre du Commerce et de l'Industrie, des PTT et de l'Aéronautique Maurice Bokanowski, en présence du préfet de la Seine Paul Bouju, du préfet de police Jean Chiappe et du conseiller municipal d'Auteuil Jean Fernand-Laurent. Marc Vaux assure le reportage photographique de l'événement. L'Excelsior titre « Le triomphe de la ligne droite ».

## Bâtiments remarquables et lieux de mémoire

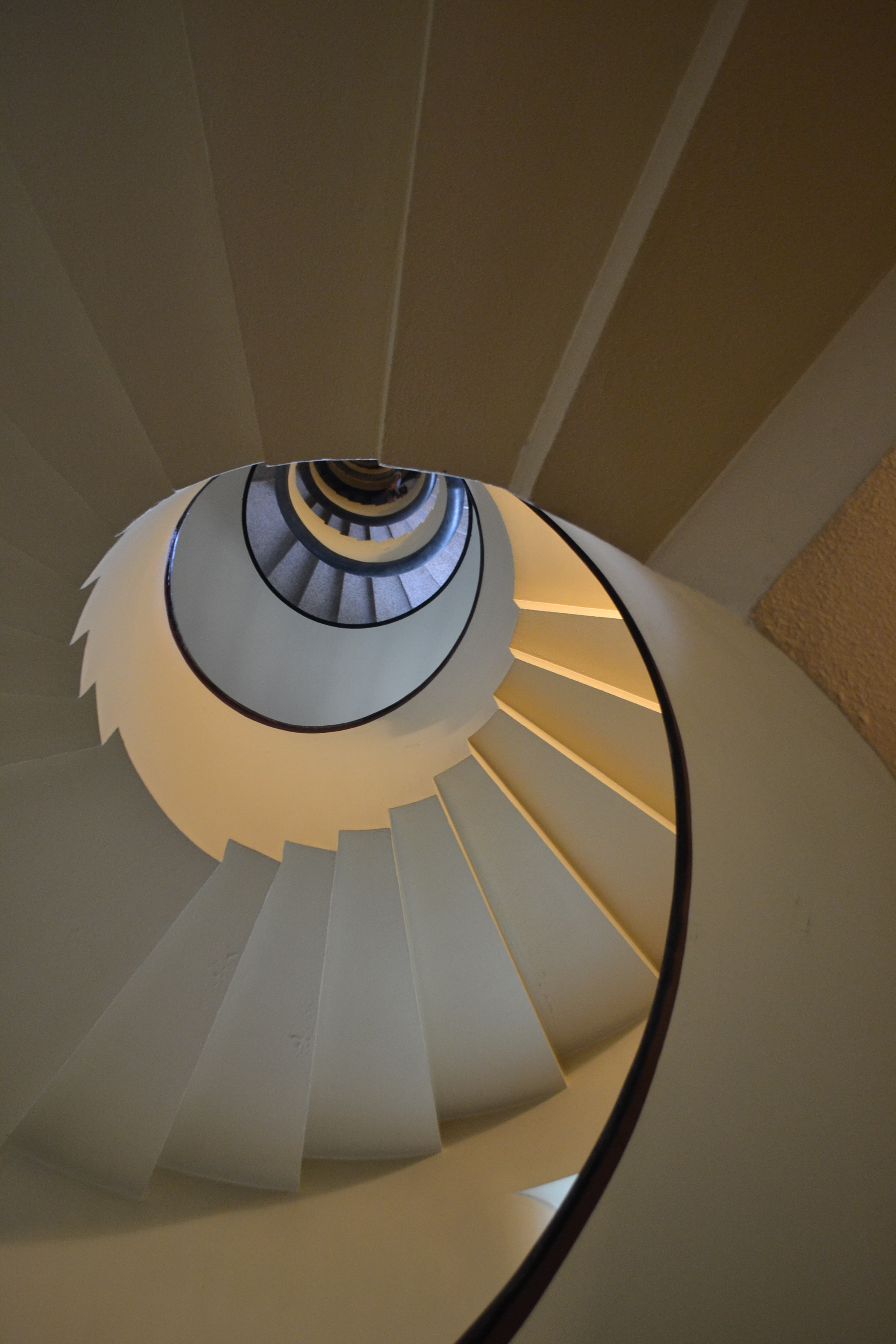
Escalier intérieur au no 10.

Cette courte voie en impasse est célèbre pour être bordée de bâtiments en ciment armé, tous conçus, à l'origine, par Robert Mallet-Stevens.
Globalement, les proportions d'origine ont été compromises par l'ajout d'étages dans les années 1970, leur protection en tant que site n'étant intervenue que par un arrêté du 6 août 1975, alors qu'une annulation a frappé une première tentative d'inscription en janvier de la même année.
- Au no 1 se trouve à l'origine la maison du gardien[9].
- Aux no 3-5, l'hôtel de la famille Allatini[10],[3]. Les propriétaires y sont arrêtés le 13 octobre 1942 par la Gestapo française. La demeure est par la suite réquisitionnée[11] et devient une annexe de la Gestapo française de la rue Lauriston[12]. Cette annexe renferme des cellules et des chambres de torture. On y découvre à la fin de la guerre, sous une baignoire, une liste de quinze résistants fusillés par les Allemands[13].
- Au no 7 se dresse l'hôtel de Daniel Dreyfus[14]. Dès 1929, le logement est occupé par Élisabeth de Gramont, une proche d'Eileen Gray qui a participé à la décoration de la villa Noailles.
- Aux no 4-6 se trouve un autre immeuble, l'hôtel Reifenberg[15], datant de 1926, pour Helena Reifenberg, veuve de l'industriel Hugo Reifenberg [16]. L'acteur Claude Piéplu vécut plusieurs années à cette adresse, et défendit l'urbanisme de la rue[17].
- Au no 10 se trouve l'ancienne maison-atelier des sculpteurs jumeaux Jean et Joël Martel, classée au titre des monuments historiques[18] en 1990.
- À l'angle des no 9 rue du Docteur-Blanche et 12 rue Mallet-Stevens, on trouve une propriété multifamiliale achevée en 1927. Il s'agit d'une œuvre importante du mouvement moderne, organisée pour créer des volumes qui se développent en avancées, en terrasses, façades et autres effets qui font que chaque appartement est unique. Robert Mallet-Stevens demeurait au 12 et y avait installé son agence d'architecture.

## Projets non aboutis
L'immeuble prévu par l'architecte pour occuper la (les) parcelle(s) qui aurait porté les no 9-11 n'a pas été réalisé.

## Modifications
À une date non donnée, les luminaires originaux sont remplacés par une fourniture commune à celle de la ville de Paris.
En 1951-1953, le pavillon cubique du gardien (no 1) est étendu par l'architecte Roger Gonthier en direction du milieu de la voie.
Dans la seconde moitié du XXe siècle, le no 3/5 voit sa façade et ses formes polygonales défigurées.
Au XXIe siècle, Éric Touchaleaume, propriétaire de l'hôtel Martel, y fait installer la fontaine lumineuse, œuvre de Mallet-Stevens, pensée et réalisée à l'origine pour La Pergola à Saint-Jean-de-Luz.